# Ryan Moon
Ryan Moon, född 15 september 1996, är en sydafrikansk fotbollsspelare. Hans äldre bror, Bryce Moon, är också en fotbollsspelare.

## Karriär
Den 30 mars 2021 värvades Moon och landsmannen Dean Solomons av Varbergs BoIS och de skrev på varsitt fyraårskontrakt. Han gjorde allsvensk debut den 19 april 2021 i en 3–1-förlust mot IF Elfsborg. Efter säsongen 2021 lämnade Moon klubben.